# Phoreiobothrium
Phoreiobothrium är ett släkte av plattmaskar. Phoreiobothrium ingår i familjen Oncobothriidae.
Kladogram enligt Catalogue of Life:
| Phoreiobothrium | \| \| Phoreiobothrium lasium \| \| \| \| \| \| Phoreiobothrium tiburonis \| \| \| \| |
|                 | \| \| Phoreiobothrium lasium \| \| \| \| \| \| Phoreiobothrium tiburonis \| \| \| \| |
|                 | Acanthobothrium                                                                      |
|                 |                                                                                      |
|                 | Phoreiobothrium lasium                                                               |
|                 |                                                                                      |
|                 | Phoreiobothrium tiburonis                                                            |
|                 |                                                                                      |

|  | Phoreiobothrium lasium    |
|  |                           |
|  | Phoreiobothrium tiburonis |
|  |                           |